# Antequera (Bohol)
Antequera ist eine philippinische Stadtgemeinde in der Provinz Bohol. Sie hat 14.425 Einwohner (Zensus 1. August 2015).

## Baranggays
Antequera ist administrativ in 21 Barangays unterteilt.
| - Angilan - Bantolinao - Bicahan - Bitaugan - Bungahan - Canlaas - Cansibuan - Can-omay - Celing - Danao - Danicop | - Mag-aso - Poblacion - Quinapon-an - Santo Rosario - Tabuan - Tagubaas - Tupas - Ubojan - Viga - Villa Aurora (Canoc-oc) |

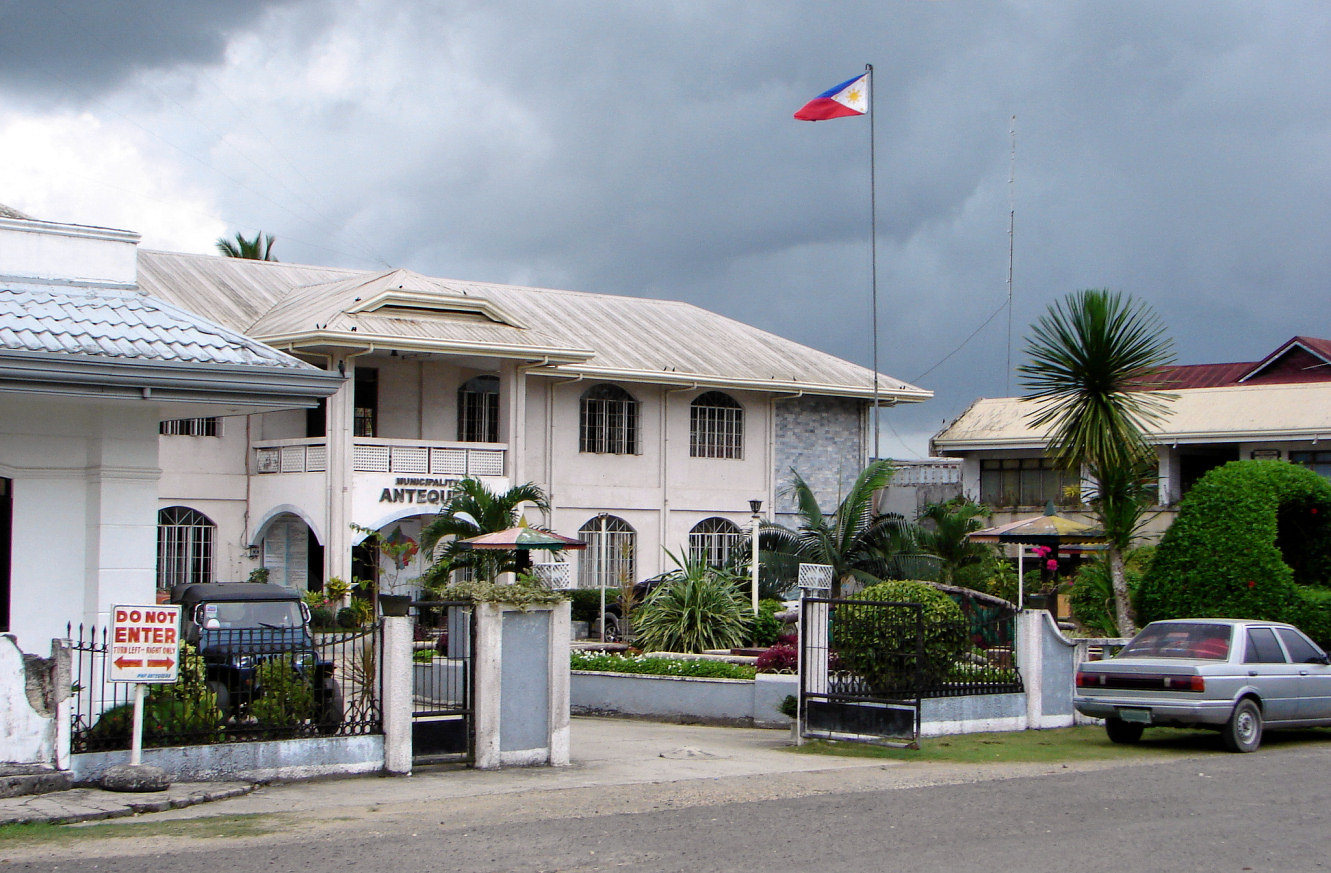
Gemeindeamt von Antequera
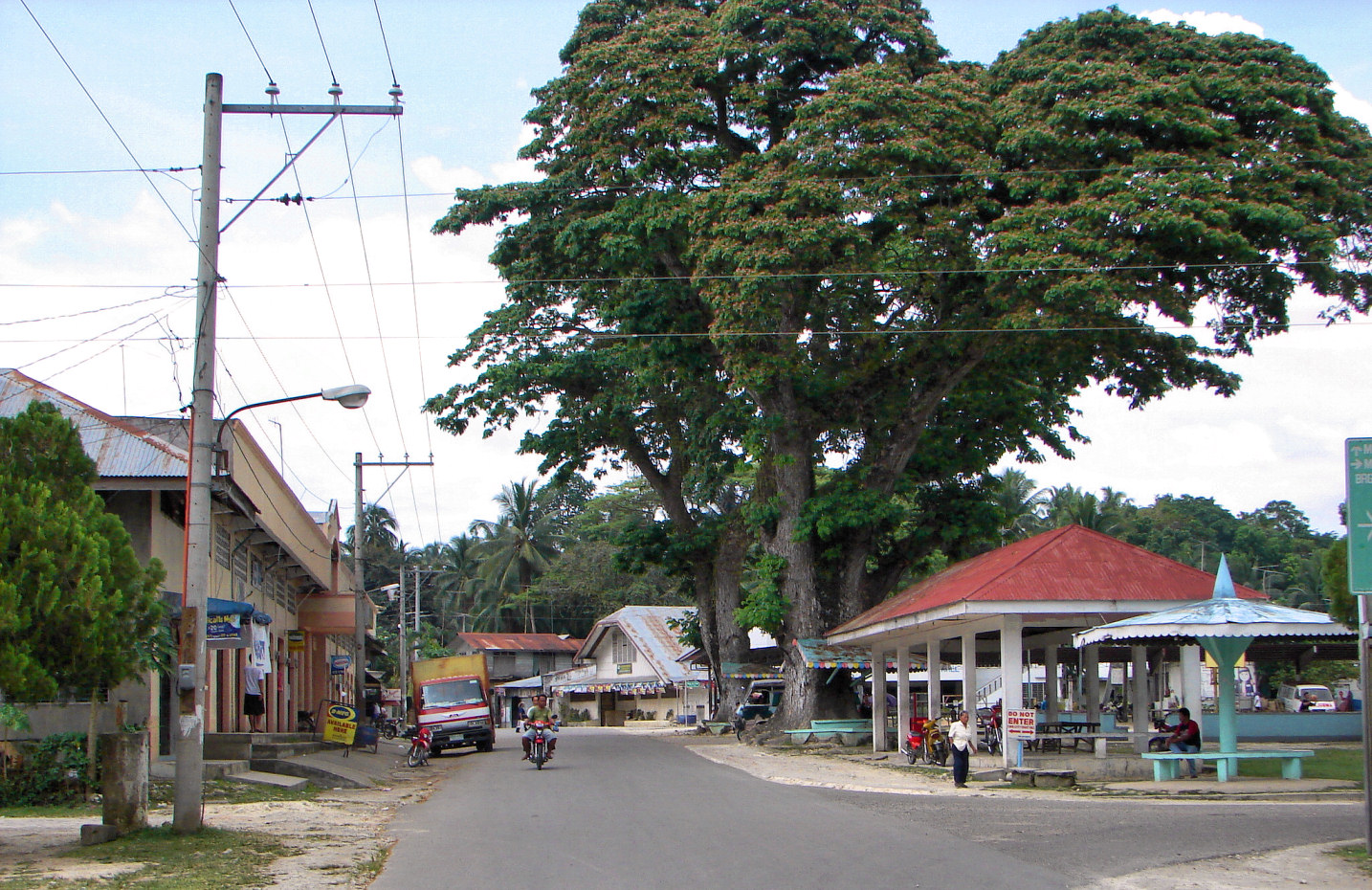
Poblacion
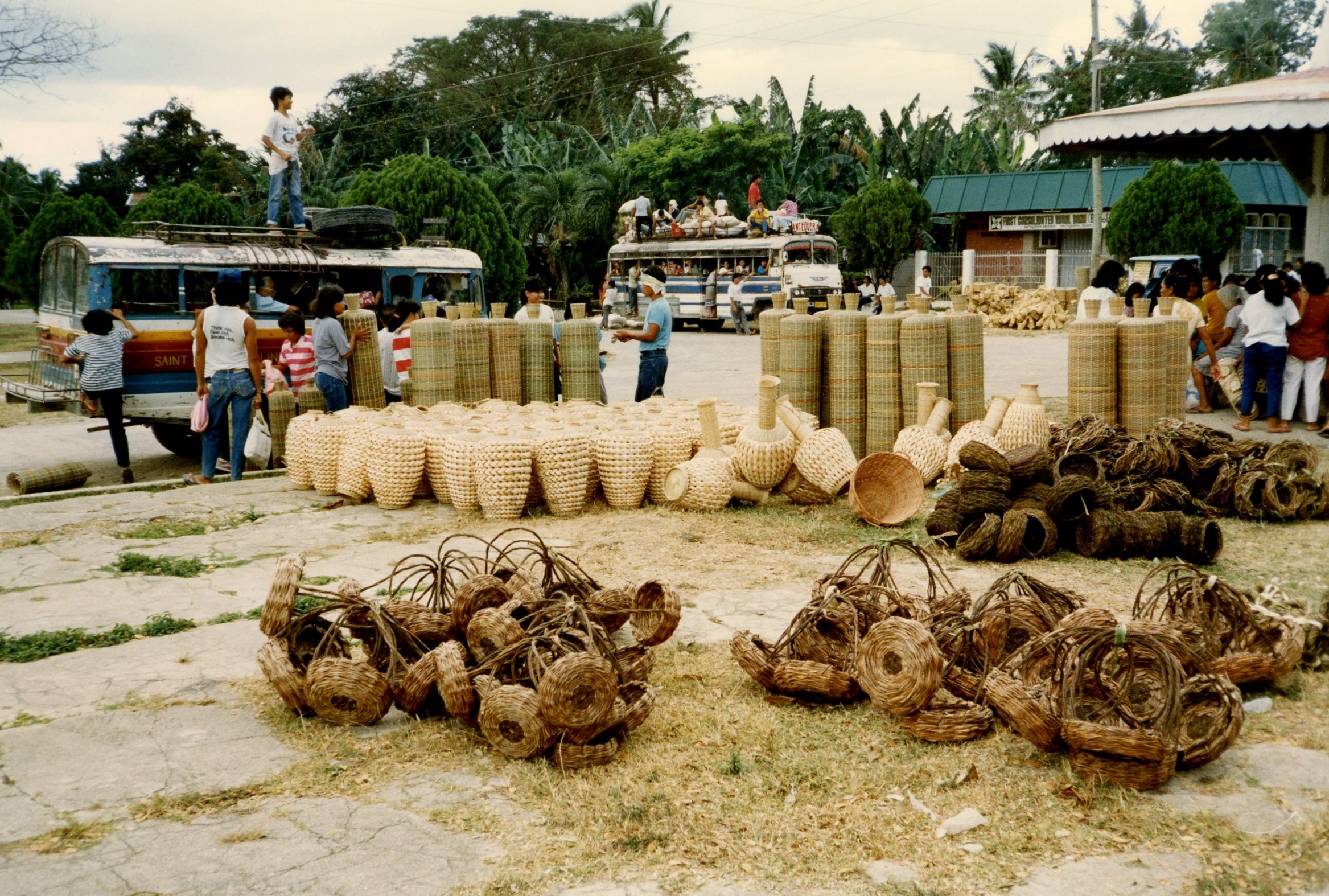
Korbwaren

## Geschichte
Das Gebiet der heutigen Gemeinde Antequera war bereits früh von den Eskaya bewohnt, einem indigenen in Bohol beheimateten Stamm. Fruchtbare Böden und reichhaltige Wasserversorgung durch zahlreiche Wasserläufe und Quellen boten gute Voraussetzungen für eine Besiedelung. Zur Zeit der spanischen Kolonialisierung wurde das Gebiet dann ein zur Gemeinde Maribojoc gehörendes Barangay namens Agad. Das Zentrum von Agad befand sich damals im heutigen Barangay Celing. Die dort befindliche Boho Spring ist bis heute eine der wichtigsten Quellen zur Trinkwasserversorgung. Mit stetig wachsender Bevölkerungszahlen reichten die Bewohner Agads bei der spanischen Zentralregierung ein Gesuch ein, eine eigenständige Stadtgemeinde zu werden. Eine entsprechende Verfügung wurde dann schließlich am 17. März 1876 vom Generalgouverneur der Philippinen Don Romualdo Crespo unterzeichnet. Die neu entstandene Stadtgemeinde erhielt den Namen Antequera, benannt nach der gleichnamigen Stadt in Spanien (→ Antequera), dem Geburtsort von Don Romualdo Crespo. 

## Sehenswürdigkeiten

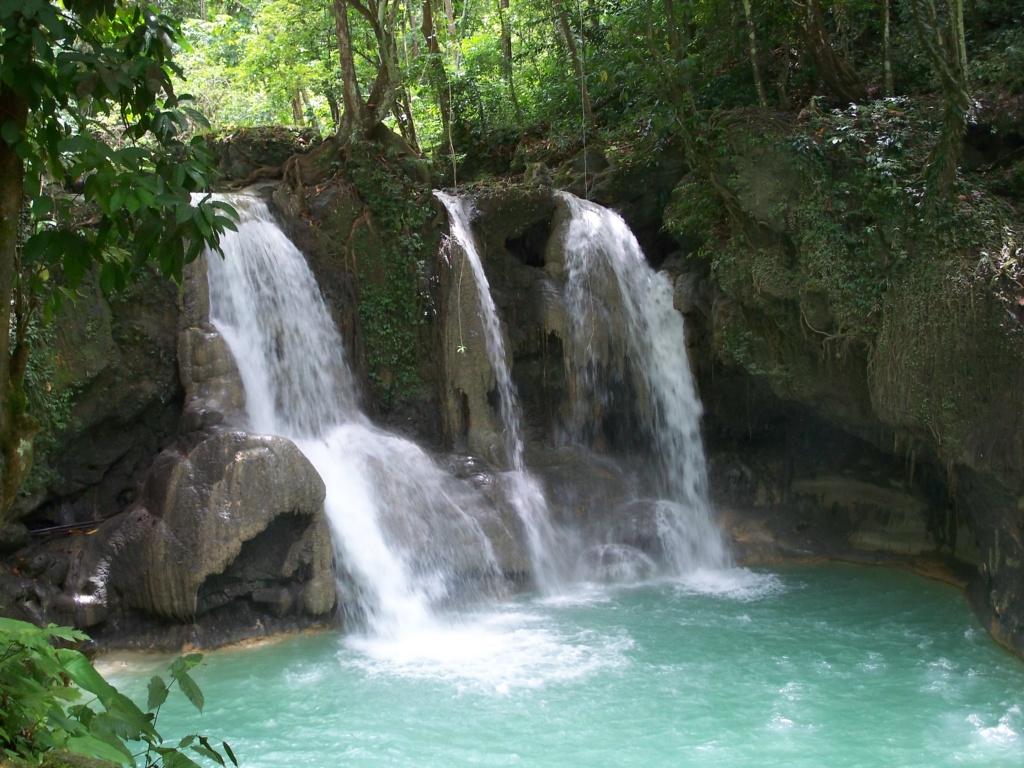
Mag-Aso-Fälle

Eine viel besuchte Sehenswürdigkeit sind die im Barangay Mag-Aso gelegenen Mag-Aso-Fälle. Eine 197 Stufen umfassende Treppe führt über einen bewaldeten Hang hinab zum aus knapp 8 Metern Höhe herunterstürzenden Wasserfall. Der Name des Wasserfalls leitet sich vom Wort Aso ab, welches im lokalen Dialekt Rauch bedeutet, und spielt auf den optisch wie Rauch anmutenden fein zerstäubten Wassernebel über den Fällen an. Der in zwei Arme geteilte Wasserfall mündet in ein natürliches Becken, das zum Schwimmen in beeindruckender Kulisse einlädt. 
Antequera ist zudem bekannt für seine Korbwaren, die unter anderem allsonntäglich auf dem Markt feilgeboten werden. Das Korbflechten geht zurück bis Anfang der 1900er Jahre und zählte über viele Jahrzehnte zu den Haupteinnahmequellen der Einwohner. Verwendung finden dabei Weidenruten, Rattan, Bambus und einige andere einheimische Materialien.